# Diego Schwartzman
Diego Sebastián Schwartzman (n. 16 august 1992, Buenos Aires, Argentina) este un fost jucător profesionist de tenis din Argentina. Cea mai bună clasare a carierei a fost locul 8 (12 octombrie 2020). A câștigat patru titluri ATP la simplu. A ajuns în semifinalele turneului de Mare Șlem de la Roland-Garros în 2020. S-a retras din activitate după Argentina Open 2025.

## Viața personală
Are origini evreiești.

## Legături externe
- Materiale media legate de Diego Schwartzman la Wikimedia Commons
- en Diego Schwartzman la Association of Tennis Professionals
- en Diego Schwartzman la Olympedia.org